# 10 octobre 1984
Le mercredi 10 octobre 1984 est le 284e jour de l'année 1984.

## Naissances
- André Boucaud, joueur de football britannique
- Babatunde Luqmon Adekunle, footballeur nigérien
- Chiaki Kuriyama, actrice
- Daniele Vantaggiato, footballeur italien
- Elana Meyers, pilote de bobsleigh américaine
- Huynh Quang Thanh, joueur de football vietnamien
- Jean-Baptiste Grange, skieur alpin français
- Khalid Habash al-Suwaidi, athlète qatarien
- Márcio Vieira, footballeur portugais
- Masumeh Makhija, actrice indienne
- Mey Vidal, musicienne cubaine
- Miguel Ângelo, joueur de football portugais
- Nadim Thabet, joueur libyen de football
- Paul Posluszny, joueur de football américain
- Pavel Dourov, informaticien et chef d'entreprise russe
- Petr Svoboda, athlète tchèque
- Roberto Cereceda, joueur de football chilien
- Rod Benson, joueur de basket-ball américain
- Ryan Hollins, joueur de basket-ball américain
- Sibel Şimşek, haltérophile turque
- Sofiane Bengoureïne, joueur de football algérien
- Timofeï Kouliabine, metteur en scène russe
- Tomáš Pöpperle, joueur professionnel tchèque de hockey sur glace
- Troy Tulowitzki, joueur de base-ball américain
- Valeriy Dmitriyev, coureur cycliste professionnel kazakh

## Décès
- Gilles Gahinet (né le 25 août 1947), navigateur et architecte naval français
- Pierre Iehle (né le 27 août 1914), amiral français
- Ursula Curtiss (née le 8 avril 1923), écrivain américaine

## Événements
- Attaque bioterroriste de The Dalles
- Création de Shanghai Volkswagen